# Microsternus
Microsternus là một chi bọ cánh cứng thuộc họ Erotylidae.